# Memorie di un irresistibile libertino
Memorie di un irresistibile libertino (Memoirs of a Mangy Lover) è una raccolta di articoli umoristici scritti dal comico statunitense Groucho Marx. 

## Il libro
(Groucho Marx)
La raccolta venne pubblicata nell'anno 1963, in un periodo di pausa professionale per Groucho, che da due anni non conduceva più il celebre show televisivo You Bet Your Life, che gli aveva regalato una seconda giovinezza artistica durante gli anni cinquanta.
Attratto dall'idea di dare alle stampe una raccolta di scritti scanzonati e divertenti prodotti in passato da Groucho per varie riviste, l'editore Bernard Geis pubblicò Memorie di un irresistibile libertino, raggruppando una serie di storielle umoristiche nelle quali Groucho filosofeggia sui temi dell'amore, del sesso, della seduzione, del matrimonio, alternando le sue dissertazioni comicamente filosofiche con racconti di gioventù e aneddoti tra realtà e fantasia sugli anni trascorsi dai fratelli Marx nel vaudeville, all'insegna di uno scanzonato libertinismo.